# Chéroy
Chéroy là một xã của Pháp,tọa lạc ở tỉnh Yonne trong vùng Bourgogne-Franche-Comté.

## Các xã giáp ranh
- trong tổng Chéroy:
Dollot, Jouy, Montacher-Villegardin, Saint-Valérien, Fouchères và Vallery;
- trong tổng Lorrez-le-Bocage-Préaux (arrondissement de Fontainebleau, tỉnh Seine-et-Marne, vùng Île-de-France):
Blennes và Vaux-sur-Lunain.

## Hành chính
| Giai đoạn                   | Tên                | Đảng | Tư cách |
| --------------------------- | ------------------ | ---- | ------- |
| tháng 3 2001                | André Beze         |      |         |
| tháng 3 2008                | Brigitte Berteigne |      |         |
| dữ liệu trước đây không rõ. |                    |      |         |

## Thông tin nhân khẩu
| v. 1882                                              | 1962 | 1968 | 1975 | 1982 | 1990 | 1999 |
| ---------------------------------------------------- | ---- | ---- | ---- | ---- | ---- | ---- |
| 758                                                  | 548  | 578  | 763  | 1024 | 1326 | 1403 |
| Số liệu lấy từ năm 1962: Dân số không tính hai trùng |      |      |      |      |      |      |